# ژکس، ان
ژِکس، اَن (به فرانسوی: Gex, Ain) یک کُمون در فرانسه با جمعیت ۹٬۶۹۴ نفر است که در کانتونِ ژکس (Canton of Gex) واقع شده‌است.